# Nordamerikanischer Kupferkopf

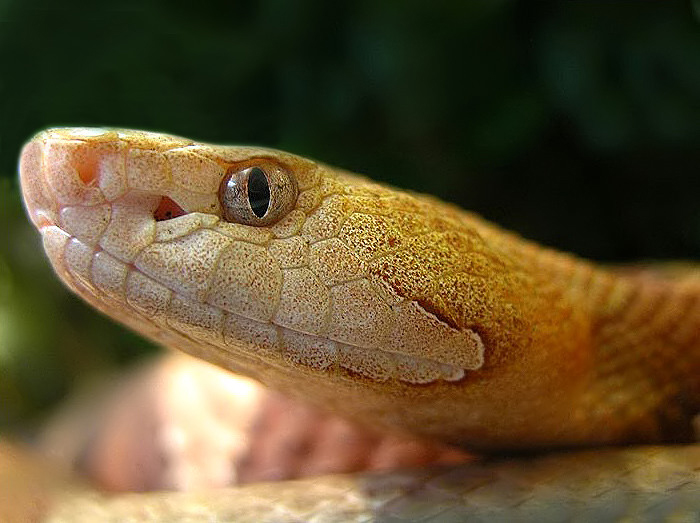
Kopfstudie Nordamerikanischer Kupferkopf

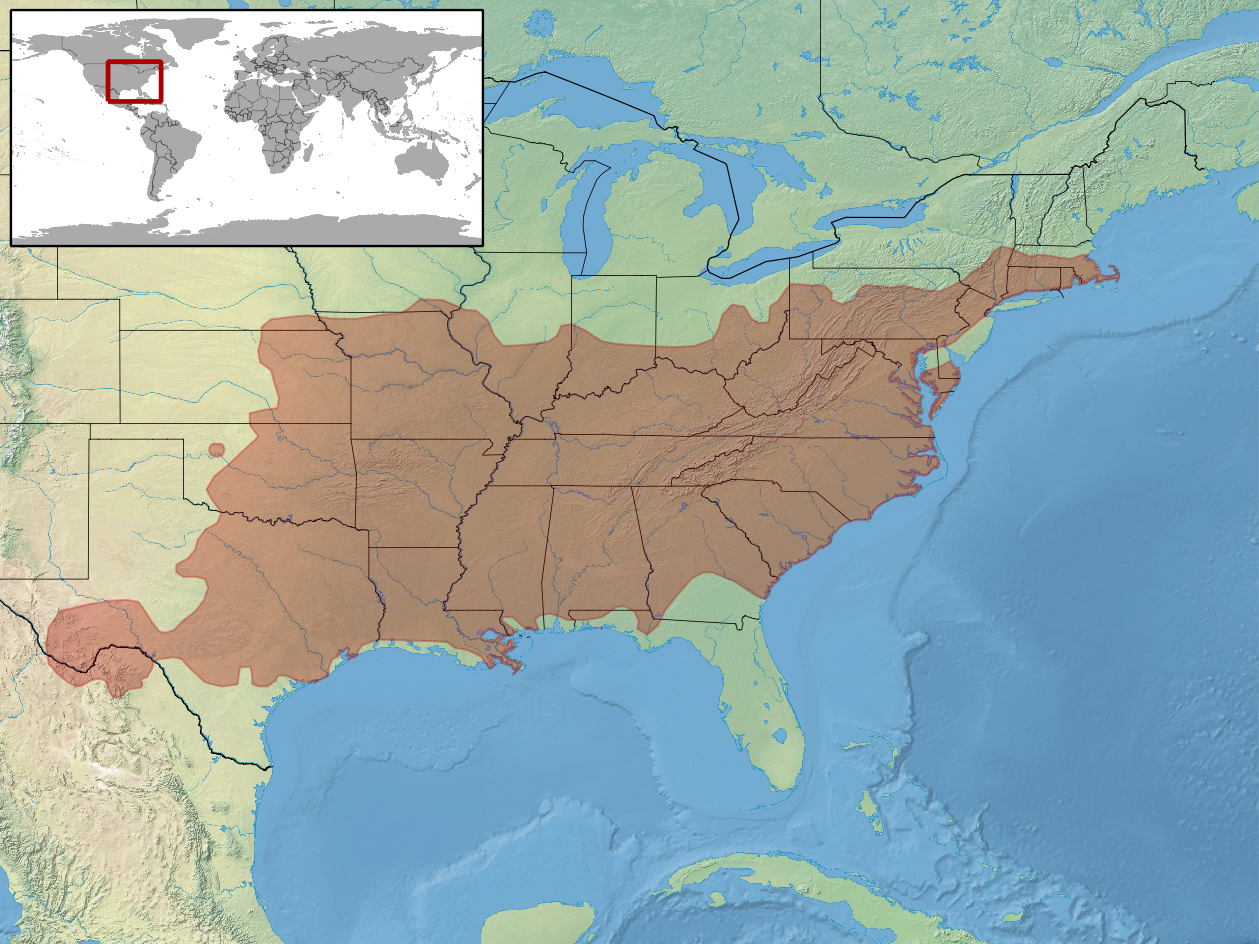
Verbreitungsgebiet

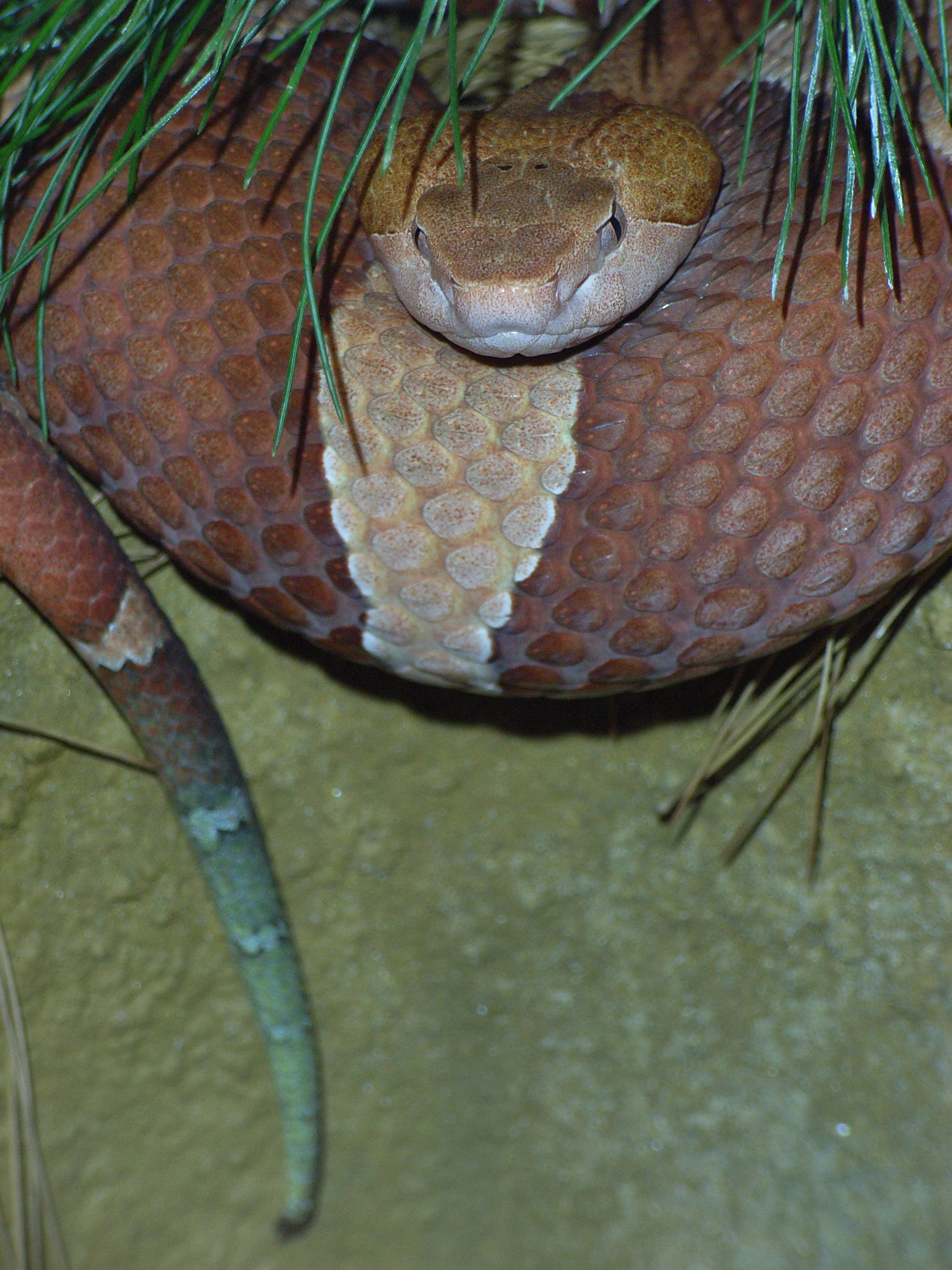
Die auffällige Schwanzspitze eines Breitbandkupferkopfes (Agkistrodon contortrix laticinctus)

Der nordamerikanische Kupferkopf (Agkistrodon contortrix) gehört mit seinen fünf Unterarten innerhalb der Familie der Vipern (Viperidae) zur Gattung der Dreieckskopfottern (Agkistrodon).

## Beschreibung
Der nordamerikanische Kupferkopf erreicht eine Länge von rund 90 Zentimeter, in seltenen Fällen auch bis 1,2 Meter. Sein Rücken hat eine ockerfarbene Grundfärbung und ist mit kupferroten Querbändern überzogen. Die Querbänder sind schwarz eingefasst. Sein flacher und von der Form her dreieckiger Kopf setzt sich deutlich vom Körper ab. Der Kopf ist zu den Seiten hin heller gefärbt. Ein weißer Streifen verläuft von den Augen bis zum Mundwinkel. Die Schnauze läuft zur Spitze hin recht spitz zu. Die Pupillen sind senkrecht geschlitzt. Auffälliges Merkmal sind seine Lorealgruben, die sich zwischen Augen und Nasenöffnung befinden und deutlich sichtbar sind. Lorealgruben sind Organe, mit denen Grubenottern (Crotalinae) Temperaturunterschiede wahrnehmen können.
Der Nordamerikanische Kupferkopf ist eine dämmerungs- und nachtaktive Schlange, die sich tagsüber in einem Versteck aufhält. Erdhöhlen, Baumstümpfe und Steinhaufen sind seine natürlichen Rückzugspunkte. Je nach Verbreitungsgebiet hält die Schlange eine Winterruhe, die vier bis sechs Monate dauern kann.

## Unterarten
- Südlicher Kupferkopf (Agkistrodon contortrix contortrix) – weite Teile der Südstaaten der USA und nördliches Mexiko
- Breitbandkupferkopf (Agkistrodon contortrix laticinctus) – Texas, Oklahoma und Kansas
- Nördlicher Kupferkopf (Agkistrodon contortrix mokasen) – weite Teile der Südstaaten
- Osage-Kupferkopf (Agkistrodon contortrix phaeogaster) – Kansas, Missouri
- Trans-Pecos-Kupferkopf (Agkistrodon contortrix pictigaster) – Texas

## Verbreitung
Der nordamerikanische Kupferkopf ist mit seinen Unterarten in weiten Teilen der Südstaaten der USA und im Norden Mexikos verbreitet. Bevorzugt werden lichte Wälder, Feuchtwiesen und Bergregionen mit Höhen von bis zu rund 1.000 Metern. Der nordamerikanische Kupferkopf ist gelegentlich auch auf Agrarflächen wie Wiesen und Felder anzutreffen.

## Nahrung
Der nordamerikanische Kupferkopf frisst alles, was er überwältigen kann. Sein Spektrum reicht von Kleinsäugern wie Mäusen und Ratten, über Vögel, Reptilien, Amphibien bis hin zu Insekten. Die Schwanzspitze der Kupferköpfe ist auffallend türkis-grün gefärbt und wird als Wurmimitat verwendet, um z. B. Vögel anzulocken.

## Fortpflanzung
In der freien Natur findet die Paarung in den Monaten April und Mai statt. Der nordamerikanische Kupferkopf gehört zu den ei-lebendgebärenden (ovovivipar) Schlangen. Die Trächtigkeit dauert etwa 90 Tage. In den Monaten August und September schlüpfen bis zu 17 Jungschlangen, die eine Geburtslänge von 20 bis 25 cm haben. Kurz nach der Geburt häuten sie sich zum ersten Mal.
Neben der sexuellen Fortpflanzung ist für den nordamerikanischen Kupferkopf, sowohl in der Gefangenschaft als auch in der Wildbahn, die fakultative Parthenogenese nachgewiesen. Dabei entstehen aus unbefruchteten Keimzellen des Weibchens lebensfähige Nachkommen.

## Gift
Das Gift des nordamerikanischen Kupferkopfes, ein Hämotoxin mittlerer Stärke, ist zwar sehr schmerzhaft, aber in der Regel für einen Erwachsenen nicht tödlich. Die Symptome reichen von lokalen Schmerzen über Übelkeit bis zum Erbrechen.
Wegen seiner Giftigkeit wird der Kupferkopf in den Appalachen für das Ritual des Schlangenanfassens verwendet, das einige wenige amerikanische Pfingstgemeinden praktizieren.